# Угода між сторонами Північноатлантичного договору стосовно статусу їхніх Збройних сил
Угода між сторонами Північноатлантичного договору стосовно статусу їхніх Збройних сил — визначає статус особового складу і цивільного персоналу країн-членів НАТО при перебуванні їх на території іншої країни-члена або учасника угоди. Укладена у формі угоди про статус збройних сил (англ. Status of forces agreement, SOFA, СОФА, іноді угода про статус військ) - міжнародного договору, що визначає правове становище збройних сил однієї держави (або військового блоку) при знаходженні на території іншої держави. 
Угоду було підписано сторонами Північноатлантичного договору у Лондоні 19 червня 1952 року. Україною застосовується з 26 квітня 2000 року.
Дана Угода застосовується до органів влади адміністративно-територіальних одиниць договірних сторін у межах їхніх територій. Згідно з угодою збройні сили, їхній цивільний комплекс і військовослужбовці та цивільний персонал, а також члени їхніх сімей зобов'язані дотримуватися законодавства держави, що приймає, й утримуватися від будь-якої політичної діяльностів державі-господарці.
В той же час, за умови дотриманні формальностей, установлених державою-господаркою, стосовно прибуття збройних сил чи їхніх сил, такі члени не підпадають під дію правил паспортно-візового режиму й не підлягають імміграційному контролеві під час в'їзду на територію держави, що приймає. Військові органи влади держави, що їх направляє, мають право здійснювати в державі, що приймає, будь-яку карну й дисциплінарну юрисдикцію, надану їм відповідно до законодавства держави, що направляє, над усіма особами, що підпорядковуються військовому праву цієї Держави. Органи влади держави-господарки поширюють юрисдикцію на всіх членів збройних сил або цивільного компонента, а також членів їхніх сімей у разі вчинення ними правопорушень на території держави, що приймає, за які передбачено покарання законодавством цієї держави.